# Bo Karlsson
Bo Jonas Hilding Karlsson (nascut el 12 d'octubre de 1949) és un exàrbitre de futbol suec. Va arbitrar un partit al Campionat d'Europa de 1992 i un partit al Mundial de 1994. També va arbitrar la final de la Recopa d'Europa de 1991 entre el Manchester United FC i el FC Barcelona a Rotterdam.
El 2010, Karlsson va aparèixer al documental de Mattias Löw, The Referee, sobre Martin Hansson, emès a Sveriges Television abans de la Copa del Món de Sud-àfrica.